# Wolfgang Neubert
Wolfgang Neubert (* 17. März 1954 in Börnichen/Erzgeb.) ist ein deutscher Hochschulpräsident, Sportfunktionär und Schulleiter.
 

## Leben und Wirken
Zwischen 2014 und 2016 war Wolfgang Neubert Vereinspräsident des FC Energie Cottbus. Von 2019 bis 2023 war er ehrenamtlicher Hochschulpräsident der Fachhochschule für Sport und Management Potsdam. Darüber hinaus war er von 1993 bis 2022 Leiter der Lausitzer Sportschule Cottbus und von 2011 bis 2023 Präsident des Landessportbundes Brandenburg.
 